# Mozartwoche

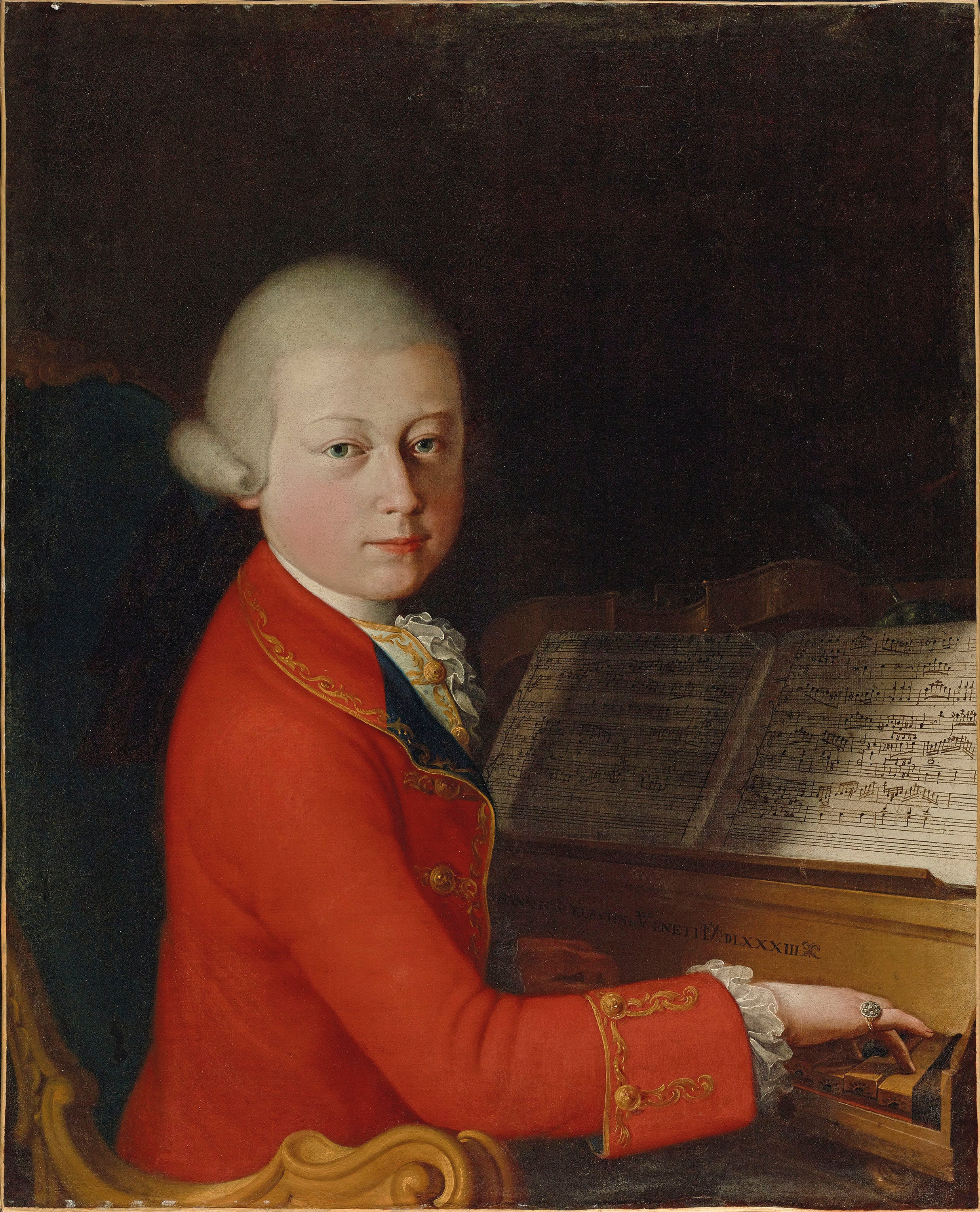
Wolfgang Amadeus Mozart im Alter von 14 Jahren auf einem Gemälde von Saverio dalla Rosa aus dem Jahr 1770

Die Mozartwoche ist eine Konzertreihe in Salzburg, die seit 1956 alljährlich in der Zeit um Mozarts Geburtstag am 27. Jänner von der Internationalen Stiftung Mozarteum veranstaltet wird. Sie umfasst Orchester-, Kammer- und Solistenkonzerte sowie gelegentlich auch Opernaufführungen.

## Geschichte
Den künstlerischen Ruf des Festivals begründen die Wiener Philharmoniker, die seit nunmehr 68 Jahren kontinuierlich die Mozartwoche mit bis zu drei Konzerten begleiten, das Mozarteumorchester Salzburg, die Camerata Salzburg, oder die Musiciens du Louvre, namhafte Dirigenten wie Karl Böhm, Ivor Bolton, Gustavo Dudamel, Nikolaus Harnoncourt,  Marc Minkowski, Georges Prêtre oder Jordi Savall, sowie exzellente Solisten und Kammerensembles wie András Schiff, Anne-Sophie Mutter das Artemis Quartett und das Hagen-Quartett.

## Leitung
- 2013 bis 2017: Marc Minkowski, Matthias Schulz
- 15. April 2016 – Frühjahr 2018: Maren Hofmeister[2]
- seit Juli 2017: Rolando Villazón ist für die Mozartwochen 2019 bis 2028 verantwortlich[3][4]

## Opernproduktionen der Mozartwoche
- 1956 Idomeneo – dirigiert von Karl Böhm mit den Wiener Philharmonikern, inszeniert von Oscar Fritz Schuh, ausgestattet von Caspar Neher
- 2013 Lucio Silla – inszeniert von Marshall Pynkoski, ausgestattet von Antoine Fontaine
- 2014 Orfeo ed Euridice – inszeniert von Ivan Alexandre
- 2015 Davide penitente – als Pferdeballett inszeniert von Bartabas (Académie équestre de Versailles)
- 2017 Mozarts Requiem – als Pferdeballett inszeniert von Bartabas (Académie équestre de Versailles)
- 2018 Die Entführung aus dem Serail – in der Regie von Andrea Moses und der musikalischen Leitung von René Jacobs[5]
- 2019 T.H.A.M.O.S. – szenische Produktion basierend auf Thamos, König in Ägypten inszeniert von La Fura dels Baus[6]
- 2020 Der Messias – Oper in der Bearbeitung von Wolfgang Amadeus Mozart inszeniert von Robert Wilson[7]
- 2023 Don Giovanni – musikalisch geleitet von András Schiff und konzertant in Szene gesetzt durch Rolando Villazón
- 2024 La clemenza di Tito –  dirigiert von Jordi Savall, halbszenische Einrichtung Bettina Geyer und Rolando Villazón
- 2025 L’Orfeo – musikalisch geleitet von Christina Pluhar und inszentiert von Nikolaus Habjan

Von 2013 bis 2017 und 2020 übernahmen die Musiciens du Louvre, dirigiert von Marc Minkowski, die Opernproduktionen. Die Inszenierungen von 1956 und 2013 wurden von den Salzburger Festspielen ins Sommerprogramm übernommen, siehe Opernchronologie der Salzburger Festspiele.
2023 gastierte das Ensemble Cappella Andrea Barca unter der Leitung von Sir András Schiff, wie auch der Bachchor Salzburg.
Die halbszenische Opernproduktion 2024 übernimmt Jordi Savall mit seinem gefeierten Originalklang-Ensemble Le concert des Nations und dem Philharmonia Chor Wien.

## Spielstätten
Die Mozartwoche nutzt vorrangig beide Säle der Internationalen Stiftung Mozarteum, den Großen Saal und den Wiener Saal, sowie die Große Universitätsaula, in welcher bereits Mozart auftrat. Für Opern und große Orchesterkonzerte werden die drei Festspielhäuser der Salzburger Festspiele bespielt, die Felsenreitschule, das Haus für Mozart und das Große Festspielhaus.

## Auszeichnungen
- Österreichischer Musiktheaterpreis 2024: Sonderpreis „Bestes Festival“[8]